# جرذ كنغري ستيفنسي
جرذ كنغري ستيفنسي (الاسم العلمي: Dipodomys stephensi) (بالإنجليزية: Stephens’s Kangaroo Rat)‏ هو نوع من الحيوانات يتبع جنس الجرذ الكنغري من فصيلة الفئران المتغايرة.